# 泰賽德大樓
泰賽德大樓（英語：Tayside House）是一個位於丹地市中心的辦公大樓，為泰賽德區議會的總部和之後的丹地市議會總部。泰賽德警察亦租用了部份辦公大樓，為丹地市中心警署。
1980年代興建了高架人行道來穿越繁忙的A991公路，把市中心和泰賽德大樓及奧林匹亞休閒中心連接起來，使行人和車輛完全分開。
後來政府決定興建一座新的大樓取代泰賽德大樓，並重新發展該區域。大樓於2011年開始清拆，並於2013年7月完工。

## 歷史
泰賽德大樓為一幢辦公大樓，由當地建築公司詹姆斯·帕爾及夥伴公司（James Parr & Partners）替雷文斯通證卷和佳聯皇家交易保險而興建，及租借給根據1973年地方政府（蘇格蘭）法而成立的泰賽德區議會，該法案在1975年實施。大樓在1975年完工，並租借給議會長達63年。1984年，議會以860萬鎊購買大樓所有業權。1980年代興建了高架人行道來穿越繁忙的A991公路，把市中心和泰賽德大樓及奧林匹亞休閒中心連接起來，使行人和車輛完全分開。
1995年，泰賽德議會根據1994年地方政府等（蘇格蘭）法而廢除，大樓業權由丹地市議會、安格斯議會和珀斯和金罗斯議會繼承。1997年丹地市議會同意以300萬鎊購買其它議會在大樓的業權及其它在丹地的建築物業權，分15年清付。

### 拆除
2003年，因應新的丹地海濱計劃，重新發展周邊地區使市中心的範圍延伸至泰河旁，故泰賽德大樓被決定拆除。丹地市議會將會搬到新的大樓，預計每年可節省24.5萬鎊。早在1997年泰賽德大樓的長期財務可行性就受到質疑，當時收到分別700萬和900萬鎊的翻新工程報價，使大樓能正常使用至少25年。2003年，同樣地收到900萬鎊報價的翻新工程，使大樓的壽命延長至少25年。
原本預定在2010年完成清拆泰賽德大樓，可是由於替代的丹地大樓延遲完工，使辦公人員延遲進駐新辦公室，至2011年8月才完成辦公大樓搬遷。清拆大樓合約價值120萬鎊，由丹地一家名為Safedem公司取得合約負責工程。
拆除工程在2011年底展開，在拆除之前需要進行大量石棉清除工作。由於害波波及到附近的鐵路隧道，因此決定不會採用爆破拆卸，而是逐一拆除。大樓清拆工程在2012年初展開，先拆除連接泰賽德大樓和凱爾德禮堂的建築物，拆除泰賽德大樓主體的工程於2012年11月開始，主要拆除階段於2013年7月完成，而場地清除工程則在於2013年底清理完畢。

## 評價
泰賽德大樓曾被選為「丹地最不受歡迎建築物」，2012年BBC甚至描述為「一幢看不順眼的大樓」。丹地建築歷史學家查理斯·麦基恩（Charles McKean）在他們著作《丹地失落的建築遺產》（Dundee's lost architectural heritage）的共同作者甚至描述大樓擁有最佳的丹地市景觀，因為從這裡看不到泰賽德大樓。